# Sylvesters talföljd
Sylvesters talföljd är en talföljd där varje tal i följden är produkten av de föregående talen plus ett, där det första talet är 2.
De första talen i serien är: 2, 3, 7, 43, 1807, 3263443, 10650056950807, 113423713055421844361000443,...
Talföljden är uppkallad efter James Joseph Sylvester.

## Definition
Talföljden kan definieras formellt genom formeln
{\displaystyle s_{n}=1+\prod _{i=0}^{n-1}s_{i}.}
Eftersom den tomma produkten är lika med 1, är s0 = 2.
Talföljden går även att definiera med differensekvationen
{\displaystyle \displaystyle s_{i}=s_{i-1}(s_{i-1}-1)+1}, där s0 = 2.

## Egenskaper
Från definitionen följer att sj ≡ 1 (mod si) för i < j. Därmed är varje talpar i talföljden relativt prima.

## Sluten formel
Det kan visas att
{\displaystyle s_{n}=\left\lfloor E^{2^{n+1}}+{\frac {1}{2}}\right\rfloor ,}
för en konstant E som är approximativt 1.2640847353053